# Musl
musl je implementace standardní knihovny jazyka C pro operační systém Linux, která je coby statická knihovna optimalizována pro statické sestavování. Jedná se o svobodný software uvolněný pod licencí MIT a napsaný v programovacím jazyce C. Knihovna je inzerována jako kompatibilní se standardy POSIX, C99 a C11.
Několik linuxových distribucí používá musl jako výchozí implementaci standardní knihovny jazyka C, například Alpine Linux a OpenWrt (od roku 2015, nahradila glibc a uClibc s výjimkou architektury MIPS, kde OpenWrt dále používalo uClibc). Void Linux nabízí zvláštní instalační média pro variantu s glibc a s musl.
Od roku 2015 je knihovna musl oficiálně podporována v rámci rodiny překladačů GCC.